# Kortikotropin-oslobađajući hormonski receptor 2
Kortikotropin-oslobađajući hormonski receptor 2 (CRHR2) je humani protein, takođe poznat kao , što je IUPHAR-preporučena oznaka.

## Literatura
1. ↑  „Entrez Gene: CRHR2 corticotropin releasing hormone receptor 2”.

## Dodatna literatura
- Perrin MH; Donaldson CJ; Chen R;  . (1994). „Cloning and functional expression of a rat brain corticotropin releasing factor (CRF) receptor.”. Endocrinology. 133 (6): 3058—61. PMID 8243338. doi:10.1210/en.133.6.3058.
- Liaw CW; Lovenberg TW; Barry G;  . (1996). „Cloning and characterization of the human corticotropin-releasing factor-2 receptor complementary deoxyribonucleic acid.”. Endocrinology. 137 (1): 72—7. PMID 8536644. doi:10.1210/en.137.1.72.
- Donaldson CJ; Sutton SW; Perrin MH;  . (1996). „Cloning and characterization of human urocortin.”. Endocrinology. 137 (5): 2167—70. PMID 8612563. doi:10.1210/en.137.5.2167.
- Meyer AH; Ullmer C; Schmuck K;  . (1997). „Localization of the human CRF2 receptor to 7p21-p15 by radiation hybrid mapping and FISH analysis.”. Genomics. 40 (1): 189—90. PMID 9070940. doi:10.1006/geno.1996.4521.
- Valdenaire O; Giller T; Breu V;  . (1997). „A new functional isoform of the human CRF2 receptor for corticotropin-releasing factor.”. Biochim. Biophys. Acta. 1352 (2): 129—32. PMID 9199241.
- Gottowik J; Goetschy V; Henriot S;  . (1998). „Labelling of CRF1 and CRF2 receptors using the novel radioligand, [3H]-urocortin.”. Neuropharmacology. 36 (10): 1439—46. PMID 9423932. doi:10.1016/S0028-3908(97)00098-1.
- Kostich WA, Chen A, Sperle K, Largent BL (1998). „Molecular identification and analysis of a novel human corticotropin-releasing factor (CRF) receptor: the CRF2gamma receptor.”. Mol. Endocrinol. 12 (8): 1077—85. PMID 9717834. doi:10.1210/me.12.8.1077.
- Willenberg HS; Bornstein SR; Hiroi N;  . (2000). „Effects of a novel corticotropin-releasing-hormone receptor type I antagonist on human adrenal function.”. Mol. Psychiatry. 5 (2): 137—41. PMID 10822340. doi:10.1038/sj.mp.4000720.
- Reyes TM; Lewis K; Perrin MH;  . (2001). „Urocortin II: a member of the corticotropin-releasing factor (CRF) neuropeptide family that is selectively bound by type 2 CRF receptors.”. Proc. Natl. Acad. Sci. U.S.A. 98 (5): 2843—8. PMC 30227 . PMID 11226328. doi:10.1073/pnas.051626398.
- Hsu SY, Hsueh AJ (2001). „Human stresscopin and stresscopin-related peptide are selective ligands for the type 2 corticotropin-releasing hormone receptor.”. Nat. Med. 7 (5): 605—11. PMID 11329063. doi:10.1038/87936.
- Lewis K; Li C; Perrin MH;  . (2001). „Identification of urocortin III, an additional member of the corticotropin-releasing factor (CRF) family with high affinity for the CRF2 receptor.”. Proc. Natl. Acad. Sci. U.S.A. 98 (13): 7570—5. PMC 34709 . PMID 11416224. doi:10.1073/pnas.121165198.
- Strausberg RL; Feingold EA; Grouse LH;  . (2003). „Generation and initial analysis of more than 15,000 full-length human and mouse cDNA sequences.”. Proc. Natl. Acad. Sci. U.S.A. 99 (26): 16899—903. PMC 139241 . PMID 12477932. doi:10.1073/pnas.242603899.
- Scherer SW; Cheung J; MacDonald JR;  . (2003). „Human chromosome 7: DNA sequence and biology.”. Science. 300 (5620): 767—72. PMC 2882961 . PMID 12690205. doi:10.1126/science.1083423.
- Wetzka B; Sehringer B; Schäfer WR;  . (2004). „Expression patterns of CRH, CRH receptors, and CRH binding protein in human gestational tissue at term.”. Exp. Clin. Endocrinol. Diabetes. 111 (3): 154—61. PMID 12784189. doi:10.1055/s-2003-39778.
- Hillier LW; Fulton RS; Fulton LA;  . (2003). „The DNA sequence of human chromosome 7.”. Nature. 424 (6945): 157—64. PMID 12853948. doi:10.1038/nature01782.
- Karteris E, Hillhouse EW, Grammatopoulos D (2004). „Urocortin II is expressed in human pregnant myometrial cells and regulates myosin light chain phosphorylation: potential role of the type-2 corticotropin-releasing hormone receptor in the control of myometrial contractility.”. Endocrinology. 145 (2): 890—900. PMID 14592950. doi:10.1210/en.2003-1210.
- Seres J; Bornstein SR; Seres P;  . (2004). „Corticotropin-releasing hormone system in human adipose tissue.”. J. Clin. Endocrinol. Metab. 89 (2): 965—70. PMID 14764822. doi:10.1210/jc.2003-031299.
- Brandenberger R; Wei H; Zhang S;  . (2005). „Transcriptome characterization elucidates signaling networks that control human ES cell growth and differentiation.”. Nat. Biotechnol. 22 (6): 707—16. PMID 15146197. doi:10.1038/nbt971.
- Nanda SA; Roseboom PH; Nash GA;  . (2004). „Characterization of the human corticotropin-releasing factor2(a) receptor promoter: regulation by glucocorticoids and the cyclic adenosine 5'-monophosphate pathway.”. Endocrinology. 145 (12): 5605—15. PMID 15331578. doi:10.1210/en.2004-0907.
- Gerhard DS; Wagner L; Feingold EA;  . (2004). „The status, quality, and expansion of the NIH full-length cDNA project: the Mammalian Gene Collection (MGC).”. Genome Res. 14 (10B): 2121—7. PMC 528928 . PMID 15489334. doi:10.1101/gr.2596504.

## Spoljašnje veze
- „Corticotropin-releasing Factor Receptors: CRF2”. IUPHAR Database of Receptors and Ion Channels. International Union of Basic and Clinical Pharmacology. Архивирано из оригинала 22. 12. 2015. г.
- Corticotropin-releasing+hormone+receptors на 